# 오윤룡

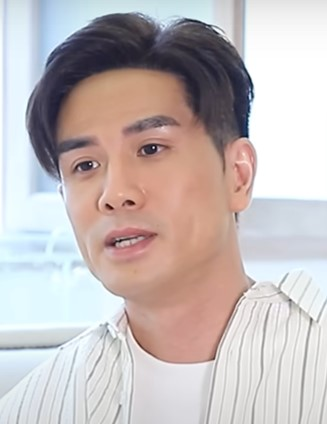

오윤룡(Philip Ng, 1977년 9월 16일 ~ )은 중화인민공화국의 배우, 텔레비전 배우, 안무가, 태권도 선수, 킥복싱 선수, 스턴트 배우이다.
홍콩에서 태어났다.

## 방송
- 쿵푸전기

## 영화
- 구룡성채: 무법지대 (2024년) - 킹 역
- 흑백미궁 (2017년)
- 추룡 (2017년)
- 용쟁호투: 전설의 시작 (2016년) - 이소룡 역
- 마영정: 상해야인시대 (2015년)
- 좀비 파이트 클럽 (2014년)
- 주윤발의 도성풍운 (2013년)
- 고혹자: 강호신질서 (2012년)
- 미스터. 미세스. 겜블러 (2012년)
- 절색무기 : 네이키드 솔저 (2012년) - 흑룡 역
- 무가지보 (2011년)
- 소림배구 (2011년)
- 기동부대 : 인성 (2009년)
- 8인: 최후의 결사단 (2009년)
- 화화형경 (2008년)
- 십분애 (2007년)
- 남아본색 (2007년)
- 맹룡 (2005년)
- 정무가정 (2005년)
- 대료애미려 (2004년)
- 스파이더맨 (2002년)